# Gulfläckig igelkottsspinnare
Gulfläckig igelkottsspinnare, Hyphoraia aulica är en fjärilsart som beskrevs av Carl von Linné 1758. Gulfläckig igelkottsspinnare ingår i släktet Hyphoraia och familjen björnspinnare, Arctiidae. Enligt den svenska rödlistan är arten starkt hotad, EN, i Sverige. Två underarter finns listade i Catalogue of Life, Hyphoraia aulica meridialpina Daniel, 1939 och Hyphoraia aulica rishiriensis Matsumura, 1927.

## Kännetecken
Gulfläckig igelkottsspinnare är en medelstor björnspinnare med en vingbredd på 33 till 40 millimeter. Hanen och honan är i stort sett lika, förutom att hanen har fjäderformade antenner medan honan har antenner som är mer trådlika. Framvingarna är mörkt rödbruna med ljusgula fläckar och strimmor, medan bakvingarna är svarta och orangefärgade. Kroppen har en fin och tät gulbrunaktig behåring.

## Utbredning
Gulfläckig igelkottsspinnares utbredningsområde sträcker sig från östra Frankrike och Belgien genom centrala Europa och österut till Turkiet, centrala Asien och Japan. I Europa finns den söderut till Italien och norrut till Danmark, Sverige och Finland

### Status
Enligt den svenska rödlistan är gulfläckig igelkottsspinnare starkt hotad, EN, i Sverige. I 2005 års rödlista var den upptagen som akut hotad, CR, men nedgraderades vid bedömningen till 2010 års rödlista.. Det största hotet mot arten är habitatförlust genom igenväxning och exploatering av dess livsmiljöer. Tidigare har fynd av arten i Sverige gjorts från Skåne till Uppland, men numera finns säkert dokumenterade populationer endast kvar i södra Halland, samt på Öland och Gotland.

## Levnadssätt
Gulfläckig igelkottsspinnare föredrar soliga och öppna områden, som hagmarker, ängsmarker, hällmarker och flygsandsområden. Dess livscykel är ettårig med en övervintring som larv. Larven, som kännetecknas av att den är slankare än andra igelkottsspinnarlarver, är svart med rödbrun behåring på buken. Dess föda är olika örter, som fibblor, röllika, svartkämpar och svingel. Förpuppningen sker i april eller början av maj. De fullbildade fjärilarna kommer fram i mitten av maj och flyger fram till mitten av juni. Som fullbildad fjäril, imago, äter gulfläckig igelkottsspinnare ingenting och dess sugsnabel är därför tillbakabildad.

## Bildgalleri

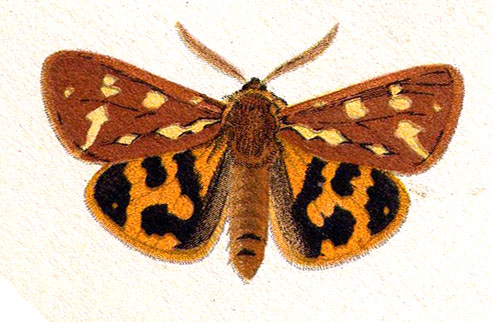
Preparerad (uppnålad) imago fjäril
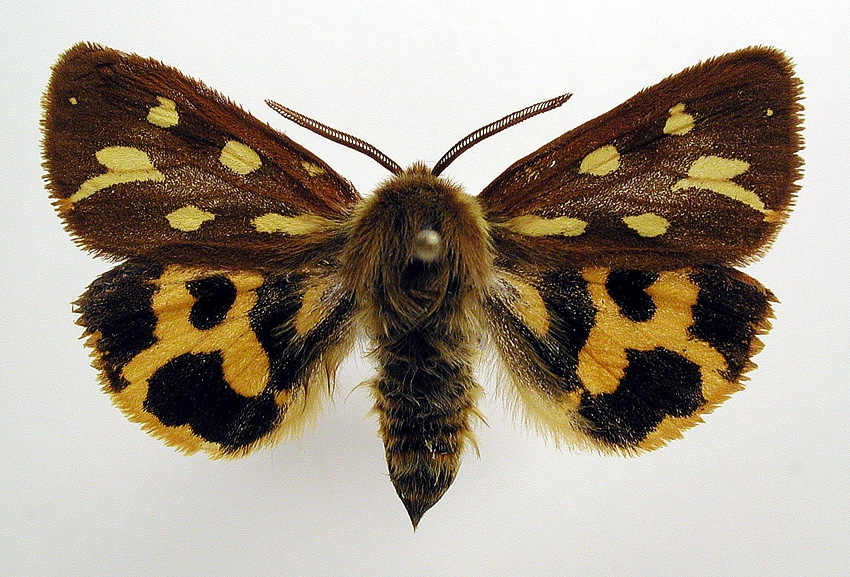
Preparerad (uppnålad) imago fjäril
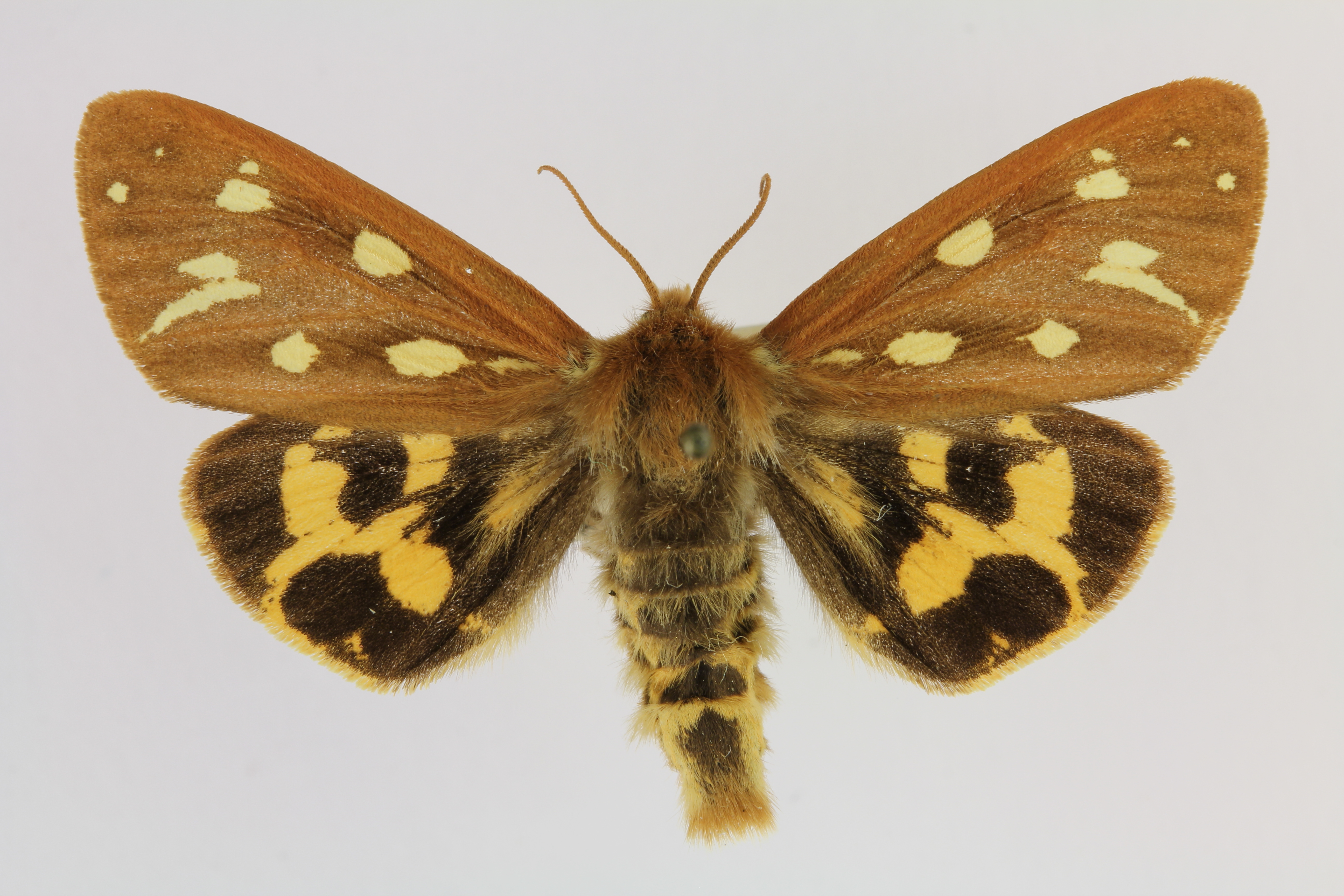
Preparerad (uppnålad) imago fjäril